# العلاقات النمساوية الأيرلندية
العلاقات النمساوية الأيرلندية هي العلاقات الثنائية التي تجمع بين النمسا وجمهورية أيرلندا.

## مقارنة بين البلدين
هذه مقارنة عامة ومرجعية للدولتين:
| وجه المقارنة                                              | النمسا                                                    | جمهورية أيرلندا                                       |
| --------------------------------------------------------- | --------------------------------------------------------- | ----------------------------------------------------- |
| المساحة (كم2)                                             | 83.86 ألف                                                 | 70.27 ألف                                             |
| عدد السكان (نسمة)                                         | 8.81 مليون                                                | 4.76 مليون                                            |
| الكثافة السكانية (ن./كم²)                                 | 105.06                                                    | 67.74                                                 |
| العاصمة                                                   | فيينا                                                     | دبلن                                                  |
| اللغة الرسمية                                             | اللغة الألمانية، لغة الإشارة النمساوية ‏                   | اللغة الأيرلندية، لغة إنجليزية، الإنجليزية الأيرلندية |
| العملة                                                    | يورو، شلن نمساوي، رايخ مارك، شلن نمساوي                   | جنيه أيرلندي، يورو، عملات اليورو الأيرلندية           |
| الناتج المحلي الإجمالي (بليون دولار)                      | 416.60 مليار                                              | 333.73 مليار                                          |
| الناتج المحلي الإجمالي (تعادل القوة الشرائية) بليون دولار | 426.99 مليار                                              | 318.16 مليار                                          |
| الناتج المحلي الإجمالي الاسمي للفرد دولار أمريكي          | 43.77 ألف                                                 | 61.13 ألف                                             |
| الناتج المحلي الإجمالي للفرد دولار أمريكي                 | 47.68 ألف                                                 |                                                       |
| مؤشر التنمية البشرية                                      | 0.885                                                     | 0.916                                                 |
| رمز المكالمات الدولي                                      | +43                                                       | +353                                                  |
| رمز الإنترنت                                              | .at                                                       | .ie                                                   |
| المنطقة الزمنية                                           | توقيت وسط أوروبا، ت ع م+01:00، ت ع م+02:00، أوروبا/فيينا ‏ | 00، ت ع م+01:00، أوروبا/دبلن ‏                         |

## مدن متوأمة
في ما يلي قائمة باتفاقيات التوأمة بين مدن نمساوية وأيرلندية:
- ترتبط يودنبورغ مع بوندوران باتفاقية توأمة.
- ترتبط Mautern in Steiermark [الإنجليزية]‏ مع تيبيراري باتفاقية توأمة.
- ترتبط Trofaiach [الإنجليزية]‏ مع كلونمل [الإنجليزية]‏ باتفاقية توأمة.

## منظمات دولية مشتركة
يشترك البلدان في عضوية مجموعة من المنظمات الدولية، منها:
| علم المنظمة | اسم المنظمة                               | تاريخ انضمام النمسا | تاريخ انضمام جمهورية أيرلندا |
| ----------- | ----------------------------------------- | ------------------- | ---------------------------- |
|             | بنك التنمية الآسيوي                       | 1966                | 2006                         |
|             | الاتحاد الأوروبي                          | 1995                | 1973                         |
|             | وكالة ضمان الاستثمار متعدد الأطراف        | 16 ديسمبر 1997      | 27 أكتوبر 1989               |
|             | منظمة التعاون الاقتصادي والتنمية          | ?                   | ?                            |
|             | الأمم المتحدة                             | 14 ديسمبر 1955      | 14 ديسمبر 1955               |
|             | الوكالة الدولية للطاقة                    | ?                   | ?                            |
|             | الفريق المعني برصد الأرض                  | ?                   | ?                            |
|             | منظمة حظر الأسلحة الكيميائية              | ?                   | ?                            |
|             | منظمة التجارة العالمية                    | ?                   | ?                            |
|             | منظمة الشرطة الجنائية الدولية             | ?                   | ?                            |
|             | منظمة الأمن والتعاون في أوروبا            | 25 يونيو 1973       | 25 يونيو 1973                |
|             | مؤسسة التنمية الدولية                     | 28 يونيو 1961       | 22 ديسمبر 1960               |
|             | نظام تحكم تكنولوجيا القذائف               | 1991                | 1992                         |
|             | يونسكو                                    | 13 أغسطس 1948       | 3 أكتوبر 1961                |
|             | مجلس أوروبا                               | ?                   | ?                            |
|             | الاتحاد البريدي العالمي                   | ?                   | ?                            |
|             | البنك الدولي للإنشاء والتعمير             | 27 أغسطس 1948       | 8 أغسطس 1957                 |
|             | الاتحاد الدولي للاتصالات                  | 1866                | 8 ديسمبر 1923                |
|             | مؤسسة التمويل الدولية                     | 28 سبتمبر 1956      | 11 سبتمبر 1958               |
|             | المنظمة الأوروبية لسلامة الملاحة الجوية   | 1993                | 1965                         |
|             | المركز الدولي لتسوية المنازعات الاستشارية | 24 يونيو 1971       | 7 مايو 1981                  |
|             | مجموعة أستراليا                           | 1989                | 1985                         |
|             | مجموعة الموردين النوويين                  | ?                   | ?                            |

## أعلام
هذه قائمة لبعض الشخصيات التي تربطها علاقات بالبلدين:
- كريستوف شونبورن (22 يناير 1945 – )
- لوك سورنسن (لاعب كرة مضرب أيرلندي، 7 يناير 1985 – )
- ناتاليا كيلي (مغنية نمساوية، 18 ديسمبر 1994[22] – )

## وصلات خارجية
- موقع وزارة الخارجية النمساوية
- موقع وزارة الخارجية الأيرلندية